# Microserica balbalana
Microserica balbalana är en skalbaggsart som beskrevs av Moser 1922. Microserica balbalana ingår i släktet Microserica och familjen Melolonthidae. Inga underarter finns listade i Catalogue of Life.